# USSR International 1988
Die USSR International 1988 im Badminton fanden vom 27. bis zum 30. Oktober 1988  in Moskau statt.

## Sieger und Platzierte
| Disziplin    | Gold                             | Silber                            | Bronze                           |
| ------------ | -------------------------------- | --------------------------------- | -------------------------------- |
| Herreneinzel | Andrei Antropow                  | Jörgen Tuvesson                   | Vitaliy Shmakov                  |
| Herreneinzel | Andrei Antropow                  | Jörgen Tuvesson                   | Chris Jogis                      |
| Dameneinzel  | Catrine Bengtsson                | Vlada Chernyavskaya               | Elena Rybkina                    |
| Dameneinzel  | Catrine Bengtsson                | Vlada Chernyavskaya               | Margit Borg                      |
| Herrendoppel | Andrei Antropow Sergey Sevryukov | Peter Axelsson Rikard Rönnblom    | Patrik Andreasson Mikael Rosén   |
| Herrendoppel | Andrei Antropow Sergey Sevryukov | Peter Axelsson Rikard Rönnblom    | Nick Ponting David Wright        |
| Damendoppel  | Elena Rybkina Irina Serova       | Charlotta Wihlborg Karin Ericsson | Hiromi Tsukioka Hideyo Noguchi   |
| Damendoppel  | Elena Rybkina Irina Serova       | Charlotta Wihlborg Karin Ericsson | Tatyana Litvinenko Viktoria Pron |
| Mixed        | Vitaliy Shmakov Viktoria Pron    | Peter Axelsson Charlotta Wihlborg | Sergey Sevryukov Irina Serova    |
| Mixed        | Vitaliy Shmakov Viktoria Pron    | Peter Axelsson Charlotta Wihlborg | David Wright Claire Palmer       |

## Finalresultate
| Disziplin    | Sieger                           | Finalist                          | Ergebnis     |
| ------------ | -------------------------------- | --------------------------------- | ------------ |
| Herreneinzel | Andrei Antropow                  | Jörgen Tuvesson                   | 15:6, 15:4   |
| Dameneinzel  | Catrine Bengtsson                | Vlada Chernyavskaya               | 11:9, 11:5   |
| Herrendoppel | Andrei Antropow Sergey Sevryukov | Peter Axelsson Rikard Rönnblom    | 15:9, 15:3   |
| Damendoppel  | Elena Rybkina Irina Serova       | Charlotta Wihlborg Karin Ericsson | 15:4, 15:4   |
| Mixed        | Vitaliy Shmakov Viktoria Pron    | Peter Axelsson Charlotta Wihlborg | 15:10, 18:15 |